# بال شميت
بال شميت (بالمجرية: Schmitt Pál)‏ (باللاتينية: Paulus Schmitt) (من مواليد 13 مايو 1942) هو سياسي هنغاري شغل منصب رئيس جمهورية المجر بين 6 أغسطس 2010 و2 أبريل 2012.
في شبابه فاز بميداليتين ذهبيتين في دورة الألعاب الأولمبية الصيفية. بعدها شغل منصب سفير خلال التسعينيات، ونائب رئيس البرلمان الأوروبي بين 2009-2010. وبعد أن قضى فترة وجيزة رئيسا للجمعية الوطنية المجرية سنة 2010، انتخب شميت رئيسا هنغاريا بعد حصوله على 263 صوت مقابل 59 في البرلمان، وتقلد المنصب رسميا في 6 أغسطس 2010.
اعلنت جامعة سيملوايس عن عملية غش في اطروحة الدكتوراه التي قام بها بال شميت، ما أدى إلى حملة استنكار واسعة في صفوف الطبلة في المجر. وفي 29 مارس 2012 سحبت الجامعة شهادة الدكتوراه من رئيس الجمهورية بال شميت اثر تاكد نسخه لأجزاء كبيرة منها من كتب ومصادر أخرى. في 1 أبريل أعلن شميت استقالته إلى البرلمان الهنغاري.

## نشأته

### مسيرته الرياضية
بدأ شميت الاحتراف في مبارزة سيف الشيش سنة 1955 ولعب لفريق MTK-VM. بعد فوزه بلقبين في منافسات البطولة الهنغارية الفردية، شارك كجزء من فريق المبارزة الوطني الهنغاري 130 مرة بين عامي 1965 و 1977. وحقق مع منتخبه في سيف المبارزة (Epee) الميدالية الذهبية في أولمبياد 1968 وأولمبياد 1972. كما فاز في فئة الفردي وفي فئة فريق ببطولة العالم للمبارزة، وجمع العديد من الألقاب في المركزين الثاني والثالث حتى انتهاء نشاطه سنة 1977. أصبح لاحقا رئيس المراسم في اللجنة الأولمبية الدولية (IOC)، وترأس الجمعية الأولمبية العالمية بين عامي 1999 و 2007.

### مسيرته السياسية
بين عامي 1983 و1988 شغل شميت منصب الأمين العام للجنة الأولمبية المجرية ووكيلا لوزارة الرياضة بين 1981-1990، وفي عام 1990، بعد نهاية الشيوعية في المجر، أصبح رئيسا للجنة الأولمبية المجرية. أصبح في وقت لاحق دبلوماسي، حيث تولى منصب سفير المجر لدى إسبانيا (1993-1997) وسويسرا (1999-2002). وفي أسبانيا تم اعتماده سفيرا أيضا على أندورا ابتدائا من سنة 1995.
سنة 2003 أصبح نائبا لرئيس حزب فيدس. وفي عام 2002 تطلع لكسب منصب رئيس بلدية بودابست، لكن ترشحه كمستقل مدعوم أيضا من حزب فيديتسيز لم يوفقه.
ترأس شميت لجنة التفاوض البرلمانية بين الاتحاد الأوروبي وكرواتيا لدخول هذه الأخيرة إلى السوق الأوروبية. في 14 يوليوز 2009 انتخب كواحد من 14 نائب لرئيس البرلمان الأوروبي. أصبح رئيس الجمعية الوطنية المجرية بعد الانتخابات البرلمانية المجرية في عام 2010.

### أزمة الدكتوراه
سنة 2012 اكتشف أن رسالة الدكتوراه التي قدمها شميت في عام 1992 ترجمة حرفية إلى حد كبير لرسالة الباحث البلغاري نيكولاي جيورجيف سنة 1987 وأخذ أجزاء أخرى من دراسة للباحث الألماني كلاوس هاينمان.
أثبتت لجنة تحقيق جامعية أن شميت نسخ أجزاء كبيرة من أطروحته حول الألعاب الأوليمبية في العصر الحديث عام 1992 من مؤلفين آخرين. لكن اللجنة برأته مسئوليته في هذه القضية وحملت الكلية المسؤولية التي تقدم شميت إليها، وتحاشت اللجنة في تقريرها استخدام كلمة انتحال، كما أن التقرير لا يحوي أي توصية مباشرة، سواء بسحب أو الإبقاء على درجة الدكتوراة لشميت. فصوت 33 عضوا من مجلس خاص في جامعة سيميلويس لصالح تجريد شميت من درجة الدكتوراه بينما عارض أربعة.
تجمع نحو 300 متظاهر خارج القصر الرئاسي واعتصم نحو 12 ناشطا من حزب الخضر الليبرالي في خيام حتى يقدم شميت استقالته. رفض بال شميت الاستقالة من منصبه، بعد يوم من تجريده من شهاده الدكتوراه. لكنه قدم الاستقالة يوم الإثنين 2 أبريل 2012.

## روابط خارجية
- بال شميت على موقع IMDb (الإنجليزية)
- بال شميت على موقع الموسوعة البريطانية (الإنجليزية)
- بال شميت على موقع مونزينجر (الألمانية)